# Jean Pouillon
Pour les articles homonymes, voir Pouillon.
Jean Pouillon est un ethnologue français né le 2 décembre 1916 à Saint-Maur-des-Fossés et mort le 8 avril 2002 au Kremlin-Bicêtre.

## Biographie
Philosophe de formation, ses terrains se sont déroulés au Tchad dès 1958 et en Éthiopie (1974-1975). Il a dirigé la revue L'Homme, revue trimestrielle d'anthropologie, depuis sa création en 1961 par Claude Lévi-Strauss, jusqu’à 1996. 
Proche de Jean-Paul Sartre, Jean Pouillon a également participé au secrétariat de rédaction de la revue Les Temps modernes (à partir de 1945), de la Nouvelle revue de psychanalyse et du Temps de la réflexion. Il a été secrétaire des débats à l’Assemblée nationale depuis 1946. Un numéro de la revue L'Homme lui est consacré  : no 143, juillet-septembre 1997 (« Histoire d'homme  : Jean Pouillon »).
Il compte parmi les signataires du Manifeste des 121, titré « Déclaration sur le droit à l’insoumission dans la guerre d’Algérie », exprimant ainsi son opposition à la Guerre d'Algérie. 